# BMD-4M
BMD-4M Sadownica (ros. Боевая Машина Десантная – Четвёртая Модернизированная) – współczesny rosyjski bojowy wóz desantu (BWD) przeznaczony dla wojsk powietrznodesantowych (WDW).

## Historia
W roku 2007 Kurgańskie Zakłady Produkcji Maszyn (Kurganmaszzawod – KMZ) podjęły prace rozwojowe nad następcą pojazdu BMD-4 konkurencyjnej Wołgogradzkiej Fabryki Traktorów (WgTZ). Projekt został oznaczonym kryptonimem Obiekt 960M. Do głównych założeń konstruktorów należała unifikacja konstrukcji nowego pojazdu z BMP-3 (produkcji KMZ) oraz zachowanie możliwości zrzutu ze spadochronem pojazdu wraz z załogą.
Prace nad pojazdem przyspieszyła rozpoczęta w 2008 roku przez ministra Anatolija Sierdiukowa reforma Sił Zbrojnych Federacji Rosyjskiej (SZ FR). W ramach reorganizacji struktur Ministerstwo Obrony Federacji Rosyjskiej (MO FR) podjęło decyzję o wyodrębnieniu wojsk powietrznodesantowych (WDW) w ramach SZ FR. W związku z nowo zatwierdzonymi wymogami realizacji specyficznych zadań przez WDW, MO FR zadecydowało także, że formacja ta potrzebuje wozów opancerzonych nowej generacji, m.in. nowego bojowego wozu desantu i gąsienicowego transportera opancerzonego.
Już w 2008 r. pierwszy prototyp BMD-4M zaprezentowano przedstawicielom Ministerstwa Obrony Federacji Rosyjskiej. W porównaniu do poprzednika (BMD-4) otrzymał on całkowicie nowy kadłub wykonany ze stopów aluminium, układ jezdny, zawieszenia oraz zespół napędowy. Jednocześnie prace badawczo-rozwojowe, jak i sam prototyp posłużyły zakładom Kurganmaszzawod w rozwoju opartego o konstrukcję BMD-4M gąsienicowego transportera opancerzonego nowej generacji przeznaczonego dla WDW, mianowicie BTR-MDM Rakuszka-M (Obiekt 955M).
Pierwotnie w ramach tzw. rządowego programu zbrojeń na lata 2011–2020 (ros. Государственная программа вооружений на 2011–2020 годы) zakładano zamówienie 1700 nowych BMD-4M, jednak Sztab Generalny Sił Zbrojnych Federacji Rosyjskiej i MO FR w jego ostatecznej wersji zrezygnowały z tych planów. Decyzja była argumentowana niedostatecznym poziomem ochrony balistycznej oraz przeciwminowej dla obsługi i przewożonego desantu. Mimo braku akceptacji wozu ze strony SZ FR, kontynuowano prace nad unowocześnieniem pojazdu. W roku 2012 Kurgańskie Zakłady Produkcji Maszyn zaprezentowały zmodernizowaną wersję BMD-4M ze wzmocnionym opancerzeniem, możliwością instalacji modułów pancerza dodatkowego oraz zmodernizowanym modułem wieżowym B8Ja01 (Bachcza-U).
Początkowo wóz nie spotkał się z przychylnymi ocenami, jednakże na przełomie lat 2012–2013 doszło do przetasowań w kierownictwie MO FR i zajęcia urzędu Ministra Obrony przez Siergieja Szojgu. Nowe zwierzchnictwo przywróciło finansowanie projektów BMD-4M oraz BTR-MDM i w ramach przyjętej w roku 2013 koncepcji rozwoju sprzętu wojsk powietrznodesantowych do roku 2025 (ros. Концепция развития техники ВДВ до 2025 года) uznało je za podstawowe pojazdy gąsienicowe WDW, a także złożyło zamówienie pilotażowe. W latach 2014–2015 pierwsza, licząca 10 wozów BMD-4M Sadownica przedseryjna partia przechodziła próby państwowe, a po ich pomyślnym zakończeniu pojazd został w roku 2016 oficjalnie przyjęty na uzbrojenie.

## Konstrukcja
Załogę pojazdu stanowi 7 żołnierzy: kierowca, działonowy, dowódca desantu (pełni jednocześnie rolę dowódcy wozu) oraz czterech żołnierzy desantu. Kadłub spawany jest z płyt pancernych ze stopów lekkich (aluminium), ma dodatkowe mocowania do paneli pancerza dodatkowego. Opancerzenie kadłuba i wieży zapewnia ochronę przed ostrzałem pociskami przeciwpancernymi kalibru 14,5 mm od przodu, kalibru 7,62 z boku i tyłu oraz odłamkami artyleryjskimi.
W przedniej części pojazdu miejsca zajmują kierowca oraz dwaj żołnierze desantu. Do ich dyspozycji oddano trzy włazy, środkowy dla kierowcy, a dwa skrajne boczne dla dwóch żołnierzy desantu. Kierowca monitoruje obszar przed wozem, wykorzystując trzy peryskopy, środkowy przyrząd może być zamieniony na peryskop nocny. Na lewo od kierowcy znajduje się wyświetlacz komputera pokładowego pokazujący dane eksploatacyjne oraz informacje o stanie wozu, na wprost zaś deska rozdzielcza z pulpitem. Obaj żołnierze desantu mogą obserwować otoczenie za pomocą dwóch peryskopów każdy. Kierowca BMD-4M steruje pojazdem za pomocą wolantu i standardowego wybieraka biegów zamiast dźwigniami, jak to miało miejsce w przypadku wcześniejszych pojazdów gąsienicowych używanych w SZ FR.
W wieży zasiadają dowódca oraz działonowy. Do dyspozycji dowódcy oddano moduł nawigacji satelitarnej obrazujący pole walki i lokalizację pojazdu oraz cyfrowy system łączności.
W przedziale załogowym za koszem wieży znajdują się siedziska dla 2 kolejnych żołnierzy desantu, do których dyspozycji oddano po jednym peryskopie do obserwacji otoczenia. Żołnierze opuszczają pojazd poprzez górny właz przy lewej burcie lub odchylenie pokrywy przed przedziałem silnikowym z tyłu wozu. Pojazd ma zdolność pływania, a napęd w wodzie zapewniają dwa pędniki wodnostrumieniowe.

## Zawieszenie i układ napędowy
Układ jezdny stanowi 5 par dwudyskowych kół bieżnych o gumowych bandażach, 8 rolek podtrzymujących, para kół napędowych z tyłu oraz para kół napinających z przodu. Pojazd ma niezależne zawieszenie hydropneumatyczne i układ zmiany prześwitu w zakresie od 130 do 530 mm (420 mm standardowy). Gąsienice wykonane są ze stali, istnieje możliwość montażu na nich gumowych nakładek.
Przedział silnikowy znajduje się z tyłu pojazdu. Zespół napędowy stanowi jednostka UTD-29 – chłodzony cieczą, czterosuwowy, wielopaliwowy diesel typu bokser o mocy 500 KM (373 kW). Silnik ma cylindry w układzie widlastym o kącie rozwarcia 144º, co czyni go bardzo płaskim. Silnik porusza koła napędowe przez hydromechaniczny układ przeniesienia mocy. Silnik zblokowany jest z półautomatyczną skrzynią biegów. Przy prawej tylnej burcie znajdują się chłodnica oraz układ wydechowy.
Stosunek mocy do masy wynosi 35,7 KM/t, prędkość maksymalna pojazdu na drodze to 70 km/h, 45 km/h w terenie, 20 km/h wstecz oraz 10 km/h w wodzie. Zbiorniki paliwa mają pojemność 460 litrów co zapewnia zasięg 500 km. Unifikacja podwozia i zespołu napędowego BMD-4M z BMP-3 wynosi około 60%.

### Uzbrojenie
Pojazd wyposażony jest w spawany z aluminiowych płyt pancernych moduł wieżowy B8Ja01 (Bachcza-U) konstrukcji KBP Tuła o masie 3600 kg. Maksymalna prędkość naprowadzania wieży wynosi 60°/s. Jego uzbrojenie artyleryjskie stanowi gwintowana armata 2A70 kalibru 100 mm, sprzężona armata automatyczna 2A72 kalibru 30 mm oraz PKMT kalibru 7,62 mm. Maksymalny kąt podniesienia wynosi +60°, a minimalny -5°. Na przednich ścianach wieży po obu stronach zamontowane są po 3 wyrzutnie granatów dymnych i aerozolowych systemu 902W Tucza.
Armata-wyrzutnia ppk (w nomenklaturze rosyjskiej) 2A70 ma cienkościenną lufę gwintowaną i waży 330 kg. Pociski ładowane są przy pomocy elektromechanicznego automatu z karuzeli mieszczącej 22 pociski, podczas gdy całkowita jednostka ognia dla 2A70 to 34 pociski. Celem zwalczania ciężko opancerzonych celów takich jak np. czołg stosowane są rakiety przeciwpancerne 9M117M1-3 Arkan (4 w jednostce ognia) o zasięgu do 5500 metrów, jednakże ze względu na gabaryty muszą być one ładowane ręcznie. Standardowo wykorzystywane są pociski odłamkowo-burzące. Szybkostrzelność praktyczna armaty 2A70 wynosi około 10 strzałów na minutę standardowymi pociskami, a czas jej załadowania od 4 do 6 sekund.
Armata automatyczna 2A72 jest zasilana dwustronnie, a jej zapas amunicji wynosi 500 naboi. Wykorzystywana jest do unieszkodliwiania siły żywej, celów nieopancerzonych i lekko opancerzonych (typu KTO), a także celów powietrznych. Stosowana jest amunicja przeciwpancerna, odłamkowo-burząca oraz smugowa.
Karabin PKMT kalibru 7,62 mm jest sprzężony z armatami i ma zapas 2000 nabojów.
Moduł wieżowy wyposażony jest w cyfrowy zautomatyzowany system kierowania ogniem (SKO), w skład którego wchodzą cyfrowy komputer balistyczny, układ automatycznego śledzenia celu (autotracker) oraz czujnik meteorologiczny. Wieża wyposażona jest w panoramiczny, stabilizowany w dwóch płaszczyznach, dzienno-nocny przyrząd obserwacyjny dowódcy z kanałem termowizyjnym i dalmierzem, o polach pola widzenia 0,9°×1,2° i 4,5°×6,2° odpowiednio dla wąskiego i szerokiego pola widzenia. Do dyspozycji działonowego oddano stabilizowany w dwóch płaszczyznach dzienno-nocny przyrząd obserwacyjno-celowniczy z kanałem optycznym, termowizyjnym oraz dalmierzem i podświetlaczem laserowym do naprowadzania pocisków ppk wystrzeliwanych z armaty.
Zarówno dowódca, jak i działonowy dysponują swoim wielofunkcyjnym wyświetlaczem ciekłokrystalicznym, na każdym może być wyświetlany obraz z przyrządów celowniczych. Powyższe cechy zapewniają możliwość działania w trybie hunter-killer niezależnie od panujących warunków atmosferycznych.

## Inne
BMD-4M jest przystosowany do transportu lotniczego i desantowania przez zrzut z samolotów transportowych Ił-76 oraz Ił-476 przy użyciu specjalnie zaprojektowanych systemów spadochronowych, spełniając specyficzne wymagania stawiane sprzętowi pancernemu wojsk powietrznodesantowych. W 2018 roku udanie przeszły próby państwowe system desantowania PBS-950U i wieloczaszowy system spadochronowy MKS-350-12M serii 2. Wchodzące w jego skład spadochrony główne powierzchni 350 m² każdy, zapewniają prędkość opadania 10 m/s, a bezpieczne lądowanie gwarantuje system amortyzacji uderzenia. Minimalna wysokość zrzutu wynosi 400 metrów.

## Wersje i pojazdy na bazie
Na bazie BMD-4M budowano wersje pojazdów:
- BMD-4M2 Sinica – modernizacja i dalsza unifikacji BMD-4M z BMP-3 poprzez instalację modułu wieżowego Sinica produkcji KMZ,
- BTR-MDM Rakuszka-M – gąsienicowy transporter opancerzony,
- BTR-MDM Kankan – wóz dowodzenia i kierowania ogniem artylerii,
- Affiekt-M – pojazd ewakuacyjno-remontowy,
- Pierwoput – bojowy wóz rozpoznawczy,
- 9P162M Kornet-D1-BMGSz – samobieżny zestaw przeciwpancerny,
- Kornet-D1-MKWGSz – wóz dowodzenia,
- 2S25 Sprut-SDM1 – samobieżny niszczyciel czołgów,
- 2S42 Lotos – 120 mm moździerz samobieżny,
- ZRK Pticełow – samobieżny zestaw przeciwlotniczy z dwunastoma pociskami 9M337 „Sosna-P”,
- RChM5-M – wóz rozpoznania skażeń ABC,
- MRU-D – wóz dowodzenia obroną przeciwlotniczą systemu Barnauł-D.

## Użytkownicy
- Rosja – 244 pojazdy. Do końca 2019 roku zostaną dostarczone dwa kolejne batalionowe komplety bojowe[15].